# Романов, Михаил Михайлович (офицер КГБ)
Михаи́л Миха́йлович Рома́нов (21 сентября 1937 год — 27 октября 2004 года) — советский деятель специальных органов, заместитель командира ГСН «Альфа» КГБ СССР (1977—1980), командир ГСН «Гром» КГБ СССР (1979 год), участник штурма дворца Амина.

## Биография
Родился в 1937 году в Москве в семье участника Великой Отечественной войны. Окончил в Москве 49-ю среднюю школу ФОНО (Фрунзенский отдел народного образования).
Проходил срочную службу в Войсках правительственной связи КГБ СССР, уволен в запас в звании старшины. На службе в КГБ СССР — после окончания 401-й спецшколы КГБ СССР. Направлен в 7-е управление (наружное наблюдение и охрана дипломатического корпуса) КГБ СССР. Был оперуполномоченным, старшим оперуполномоченным и заместителем начальника отделения. Имел спортивное звание кандидата в мастера спорта по самбо.
В 1977 году по предложению генерала  А. Д. Бесчастнова был назначен заместителем командира Группы специального назначения «Альфа» КГБ СССР, став вторым заместителем командира группы после Р. П. Ивона. Отвечал за физическую и специальную подготовку группы.  
С 23 декабря 1979 года участвовал в боевых действиях в Афганистане в качестве командира Группы специального назначения «Гром», был одним из организаторов и участником штурма дворца Амина (спецоперация «Шторм 333»), был ранен. За героизм в этой операции был представлен к званию Героя Советского Союза, но был награждён Орденом Ленина.
Через двадцать лет после описываемых событий Михаил Михайлович Романов говорил: 

«…я по прежнему живу этими воспоминаниями. Время, конечно, может что-то стереть из памяти. Но то, что мы пережили, что совершили тогда, всегда со мной. Как говорится, до гробовой доски. Я год мучился бессонницей, а когда засыпал, то видел одно и то же: Тадж-Бек, который нужно взять штурмом, моих ребят…»
С 1980 года из-за обострившейся болезни сахарного диабета перевёлся в службу «Д» 7-го управления КГБ СССР. С 1981 года — начальник Протокольного отдела Государственного комитета Совета Министров СССР по науке и технике, по службе тесно взаимодействовал со Вторым главным управлением КГБ СССР (контрразведка).
Умер 27 октября 2004 года в Москве, похоронен на Ваганьковском кладбище.

## Награды
- Орден Ленина (1980 год)
- Почётный сотрудник госбезопасности

Романов представлялся к званию Героя Советского Союза, однако из-за анонимного доноса, в котором Романова обвиняли в мародёрстве и хищении драгоценностей, он остался без Золотой Звезды и получил лишь орден Ленина.